# Emanuel Reicher
Pour les articles homonymes, voir Reicher.
Emanuel Reicher (né le 18 juin 1849 à Bochnia, Galicie, Empire austro-hongrois et mort le 15 mai 1924 à Berlin) est un acteur et metteur en scène allemand. Il est le père d'Hedwiga Reicher et de Frank Reicher.

## Biographie

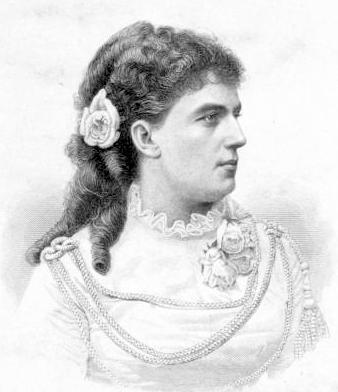
Sa femme, la cantatrice Hedwig Reicher-Kindermann

Étudiant d'Otto Brahm (de), Emanuel Reicher militait pour un jeu naturaliste et novateur. Le critique de théâtre autrichien Hermann Bahr le désignait comme étant le père de l'art dramatique allemand.
Dès le gymnasium, il montra un talent certain pour le théâtre. Sous un pseudonyme, il commença sa carrière dans un théâtre de Cracovie. Il connut ensuite le succès à Munich et obtint un contrat avec le Residenz Theater de Berlin où il fut considéré comme l'un des meilleurs interprètes allemands de Shakespeare. Il suivit ensuite Otto Brahm, qui était devenu le directeur du théâtre Lessing, y prenant en charge l'école de théâtre.
À partir de 1889, il posa les fondations d'un nouveau théâtre, la Freie Bühne (Verein) (de) (inspiré du Théâtre-Libre créé en 1887 par André Antoine).

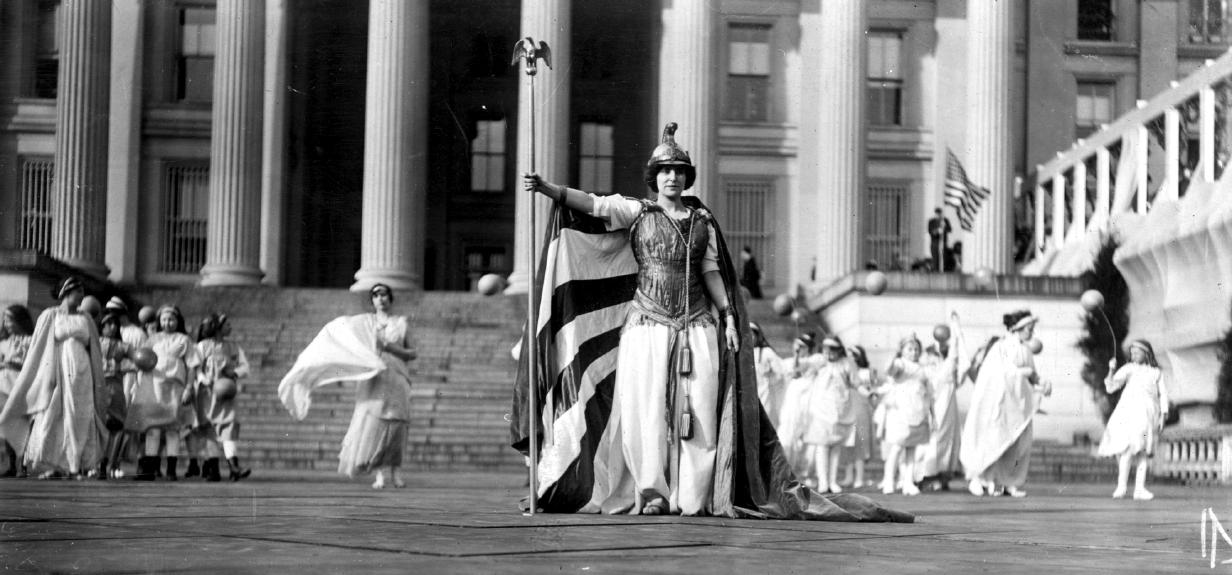
Sa fille, l'actrice Hedwiga Reicher.

En 1895, il incarna Alfred Allmers dans la création du Petit Eyolf d'Henrik Ibsen au Deutsches Theater de Berlin.
En 1908, avec sa fille Hedwiga, il monta Iphigénie en Tauride (de Goethe) au Congrès mondial d'espéranto de Dresde.
Il se rendit plus tard aux États-Unis, où il se trouvait quand la Première Guerre mondiale éclata et devint directeur de la New York Theatre Guild.
Il revint en Allemagne en 1923 où il mourut en 1924.

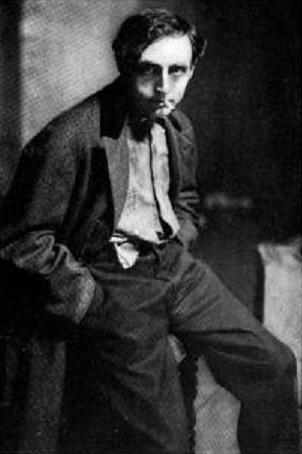
Son fils, l'acteur, scénariste et réalisateur Frank Reicher.

## Filmographie
- Heimat und Fremde[2], 1913
- I.N.R.I., 1923

## Mises en scène aux États-Unis
- John Gabriel Borkman d'Henrik Ibsen en 1915[3]
- When the Young Vine Blooms de Bjørnstjerne Bjørnson en 1915[4] (création)
- The Weavers de Gerhart Hauptmann en 1915[5] (création)
- The Treasure de David Pinski (en) en 1920[6] (création)
- Youth de Max Halbe (en) en 1920[7]